# 3C 279
3C 279是一颗光学剧变类星体。
科学家在该星体上首次探测到类星体的超光速运动现象。